# Mediocalcar
Mediocalcar là một chi thực vật có hoa trong họ, Orchidaceae.